# タイヴォン・グレイ
タイヴォン・ハワード・グレイ（英語: Tayvon Howard Gray、2002年8月19日 - ）は、ジャマイカとアメリカ合衆国のサッカー選手。ジャマイカ代表。ポジションはDF。

## クラブ歴
ニューヨークのブロンクス区生まれ。9歳の時にトッテナム・ホットスパーFCとフラムFCの練習に参加した経歴がある。2017年にニューヨーク・シティFCの下部組織に加入した He is of Jamaican descent.。
2019年11月26日にホームグロウン契約を締結し来季からトップチームの試合に出場出来るようになった。これは同クラブの本拠地であるブロンクス区出身の人物としては初の快挙であった。しかし2020年のプロデビューはなく、2021年4月24日の試合がプロ初出場となった。アントン・ティネルホルムが負傷するとレギュラーに昇格した。

## 代表歴
アメリカ合衆国U-17代表としてCONCACAF U-17選手権2019、2019 FIFA U-17ワールドカップに参加した
。
2023年9月にジャマイカA代表から招集され、8日の2023-24 CONCACAFネーションズリーグのホンジュラス代表戦で初出場を記録した。